# Umwinsia cavernosa
Umwinsia cavernosa är en insektsart som beskrevs av Hodgson 1968. Umwinsia cavernosa ingår i släktet Umwinsia och familjen skålsköldlöss.
Artens utbredningsområde är Zimbabwe. Inga underarter finns listade i Catalogue of Life.